# Eferi
Eferi é uma vila na comuna de Djanet, no distrito de Djanet, província de Illizi, Argélia. Juntamente com as outras localidades perto de Djanet que situa-se na margem sul-ocidental da cordilheira do Tassili n'Ajjer.